# San Pablo de la Moraleja
San Pablo de la Moraleja község Spanyolországban, Valladolid tartományban.  Lakosainak száma 107 fő (2024).

## Népesség
A település népessége az utóbbi években az alábbiak szerint változott:
| Lakosok száma | 175  | 167  | 157  | 147  | 136  | 128  | 117  | 109  | 111  | 107  |
|               | 2001 | 2004 | 2007 | 2009 | 2012 | 2014 | 2017 | 2019 | 2022 | 2024 |